# Zoopsidella antillana
Zoopsidella antillana là một loài rêu tản trong họ Lepidoziaceae. Loài này được (Stephani) R.M. Schust. miêu tả khoa học lần đầu tiên năm 1999.